# Die Bluffers
Die Bluffers ist eine niederländische Zeichentrickserie, die im deutschen Fernsehen ab 1989 auf Tele 5 ausgestrahlt wurde. Die Serie thematisiert auf kindgerechte Weise die Notwendigkeit des Umweltschutzes für das Fortbestehen unseres Planeten. Die Serie zeichnet sich vor allem durch die vielfältige musikalische Untermalung aus.
Die Geschichte spielt auf dem ehemals blühenden Planeten Blufoonia, der vom bösen Tyrannen Clandestino und seinen Robotern in eine karge Industrielandschaft verwandelt wird. Aus dem letzten von der Umweltzerstörung noch nicht betroffenen Teil des Planeten versuchen die Tiere des Waldes Clandestinos Pläne zu vereiteln. Zu den Tieren zählen unter anderem das Eichhörnchen Zip, die weise Eule Zock, der Fuchs Sharpy, und der einfältige Bär Honeyboy, um dessen Kopf stets einige Honigbienen kreisen. Clandestino hält sich die meiste Zeit mit seinem Roboter-Butler Sillycone und seinem Hund Glum in seinem Schloss auf, wo er sein Geheimnis vor den Bluffers verstecken will.